# 시댜오위타이역
시댜오위타이역(중국어: 西钓鱼台站)은 중국 베이징시 하이뎬구 바리좡 가도·간자커우 가도 경계의 란뎬창 남로·푸청로 교차로에 위치한 베이징 지하철 10호선의 지하철역이다. 2012년 12월 30일 10호선 2단계 개통과 함께 개장되었다. 역명은 현지 지명인 시댜오위타이(西钓鱼台)의 이름을 따서 명명되었다.

## 위치
시댜오위타이역은 푸청로(동서 방향)와 란뎬창 남로(남북 방향)가 교차하는 지점에 위치한다. 10호선 시댜오위타이 역 북쪽에는 징미 인수거(쿤위강)가 있다.
시댜오위타이역은 계획된 3호선의 환승 조건을 보유하여 3호선과 10호선 간 환승은 'L'자 형태로 설계되어 있다.

## 역 구조
10호선과 3호선의 시다오위타이역은 모두 지하역으로, 10호선 역사 지하 1층은 대합실이며, 승강장은 지하 2층에 위치하는 개방형 구조를 채택하였다. 3호선 승강장은 지하 3층에 위치할 예정이다.
10호선 시다오위타이역의 장식은 '어선이 늦게 노래한다'(渔舟唱晚)는 디자인 컨셉으로 본 역의 지리적 특징을 강조하며, 천장의 그릴 배열은 마치 물결치는 듯한 느낌을 연출한다.

### 층별 구조
| 지면층             | 출입구                          | A－C출입구                                              |
| 지하 1층 대합실 층 | 대합실                          | 발권 서비스, 자동 티켓 판매기, 이카통(一卡通) 카드 충전 |
| 지하 2층 승강장    | ←                               | ■ 10호선 내선 순환 (츠서우쓰)                           |
| 지하 2층 승강장    | 섬식 승강장, 왼쪽 출입문이 열림 |                                                         |
| 지하 2층 승강장    | →                               | ■ 10호선 외선 순환(궁주펀)                              |

## 출구
시댜오위타이역은 현재 A(북서쪽)와 C(남동쪽)의 2개 출구가 개방되어 있다.
|                         |                         | |      |             |
| 출구                    | 지시                    | 출구 인근 | 사진 | 무장애 시설 |
| 出口 · A                | 푸청로(阜成路)          | 푸청로(阜成路) 북측, 란뎬창 남로(蓝靛厂南路) 동측, 위후이 빌딩(裕惠大厦), 베이징경제경영학원(北京市经济管理学校), 인두 빌딩(银都大厦), 베이징 지질 공학 조사 연구소(北京市地质工程勘察院) |      |             |
| 出口 · C                | 란뎬창 남로(蓝靛厂南路) | 란뎬창 남로(蓝靛厂南路) 동측, 푸청로(阜成路) 남측, 공군 종합병원(空军总医院), 위룽 국제호텔(裕龙国际酒店)                                                                                 |      | 빈칸        |
| 아이콘 설명: 엘리베이터 |                         | |      |             |